# Бой у Гаваны (1870)
Бой у Гаваны (нем. Gefecht vor Havanna) — единственное морское боевое столкновение франко-прусской войны. Произошло 9 ноября 1870 года у побережья Кубы между французским авизо «Буве» и прусской канонерской лодкой «Метеор». Малорезультативный бой окончился бегством французского корабля.

## Ход событий
Французское авизо «Буве» находилось в нейтральном испанском порту Гавана на Кубе, когда 7 ноября 1870 года туда же пришла прусская канонерская лодка «Метеор» и стала на якорь. «Буве» снялся с якоря и, послав вызов на бой германской лодке, ушло в море. Выждав, по законам международного права, 24 часа, «Метеор» также снялся с якоря и направился вслед за «Буве». «Метеор» был вооружен 1 — 150-мм и 2 — 120-мм орудиями, «Буве» 1 — 164-мм и 4 — 120-мм пушками. Кроме того, «Буве» обладал несколько большим ходом.
После 2-х часового боя на дальних дистанциях, не принесшего существенного вреда противникам, «Буве» нанес «Метеору» таранный удар, который хотя и пришелся под острым углом, но все-таки причинил «Метеору» существенные повреждения; «Метеор» пытался свалиться с «Буве» на абордаж, но столкновение произошло очень быстро, и лодки тотчас же разошлись. Положение Метеора после удара было критическим: у него оставались только 2 орудия. Не использовав тотчас же преимущества в артиллерии, «Буве» собирался вторично таранить «Метеор», но последнему удалось удачным снарядом взорвать паровой котел противника. Оставшись без двигателя, «Буве» поставил паруса и ушел в Гавану. В свою очередь и «Метеор» не мог преследовать противника, так как у него при столкновении упали обе мачты, лопнул штуртрос и гребной винт запутался в повисших за бортом снастях. К тому же противники во время боя слишком приблизились к берегам острова, и наблюдавший за ними испанский корабль потребовал прекращения боя. «Буве» благополучно спасся в нейтральных водах. Потери в людях были с обеих сторон незначительны.